# Parma (Ohio)
Parma – miasto w Stanach Zjednoczonych, w północno-wschodniej części stanu Ohio. Według danych z 2022 roku liczy 79,4 tys. mieszkańców i jest siódmym co do wielkości miastem stanu. Należy do obszaru metropolitalnego Cleveland. W mieście znajdują się dzielnice – polska i ukraińska.  
W 2013 roku zostało miastem partnerskim dla Lwowa. 

## Demografia
82,3% mieszkańców to białe społeczności nielatynoskie, w tym miasto posiada wysokie odsetki osób pochodzenia polskiego (11,1%), ukraińskiego (5,5%) i słowackiego (5,4%). Ponadto istnieją rosnące populacje Latynosów (7,3%), osób rasy mieszanej (6,5%), Afroamerykan (4,9%) i Azjatów (2,2%). 

## Ludzie urodzeni w Parmie
- The Miz (ur. 1980) – wrestler[7]